# Guy al IV-lea de Spoleto
Guy al IV-lea (Guido sau Wido), (n. secolul al IX-lea d.Hr., Geographical region of Italy⁠(d) – d. 897 d.Hr., Roma, Statele Papale) a fost duce de Spoleto și Camerino de la 889 și principe de Benevento de la 895 până la moarte.

## Biografie
Guy a fost fiul ducelui Guy al II-lea de Spoleto.
Fie în 888, atunci când tatăl său a fost încoronat ca rege al Franței, fie în 889, când tatăl său a devenit rege al Italiei, lui Guy i s-au conferit ducatele de Spoleto și Camerino. Tatăl său nu s-a implicat în problemele Regatului Franței, însă a ținut mult la coroana italiană. Pe de altă parte, el s-a lipsit de responsabilitățile ce decurgeau din stăpânirea asupra Spoleto, posesiunea ereditară a familiei.
Guy a fost un răxboinic și conducător destoinic. El a cucerit Benevento de la bizantini și s-a instalat acolo ca principe din 895. El a acordat regența asupra principatului lui Guaimar I, principe de Salerno și soț al surorii sale Itta. Guaimar a fost însă capturat în drum spre Benevento de către Adelfer, gastald de Avellino, drept pentru care Guy s-a văzut nevoit să pornească la drum și să asedieze Avellino pentru a obține eliberarea cumnatului său.
După ce a stăpânit în Benevento vreme de un an și opt luni, Guy a călătorit la Roma pentru a se întâlni cu împăratul Lambert. El a fost asasinat pe malurile Tibrului de către agenții ducelui Alberic I, care capturase Spoleto și se instaurase acolo ca duce.